# حاجيلر السفلى
قرية حاجيلر السفلى (بالكردية: حاجیلەری خواروو) هي إحدى قرى ناحية ميدان في قضاء خانقين ضمن الحدود الإدارية لمحافظة السليمانية لأنها ضمن مناطق إدارة كرميان في إقليم كردستان العراق.
بعد الحرب العراقية الكردية سنة 1974 وبعد اتفاقية الجزائر بين الرئيس العراقي الأسبق صدام حسين وبين شاه إيران محمد رضا بهلوي تم تهجير أكثر أهالي قرية حاجيلر إلى جنوب العراق وقسم منهم إلى محافظة السليمانية. بعدها بمدة قصيرة قامت الحكومة العراقية وضمن سياسة التعريب لكردستان ببناء قرية عصرية فيها وجلب المئات من العرب الوافدين للسكن فيها.[بحاجة لمصدر]